# Entomobrya
Genre
Synonymes
- Degeeria Nicolet, 1841 nec Meigen 1838
- Mydonius Gistl, 1848
- Pseudentomobrya Salmon, 1941
- Botryanura Tshelnokov, 1987

Entomobrya est un genre de collemboles de la famille des Entomobryidae.

## Liste des espèces
Selon Checklist of the Collembola of the World (version du 6 septembre 2019) :
- Entomobrya abrupta Stach, 1924
- Entomobrya achuteygai Baquero & Jordana, 2018
- Entomobrya adustata Börner, 1906
- Entomobrya afghanistanensis Stach, 1960
- Entomobrya aino (Matsumura & Ishida, 1931)
- Entomobrya aipatse Arlé, 1960
- Entomobrya airami Baquero & Jordana, 2018
- Entomobrya akritohoriensis Baquero & Jordana, 2010
- Entomobrya albanica Stach, 1922
- Entomobrya albocincta (Templeton, 1836)
- Entomobrya ambigua Schött, 1917
- Entomobrya amelahuigei Baquero & Jordana, 2018
- Entomobrya amethystina Uchida, 1938
- Entomobrya aniwaniwaensis Salmon, 1941
- Entomobrya aquatica Kim & Lee, 2000
- Entomobrya arborea (Tullberg, 1871)
- Entomobrya armeniensis Jordana, Potapov & Baquero, 2011
- Entomobrya arnaudi Wray, 1953
- Entomobrya arula Christiansen & Bellinger, 1980
- Entomobrya arvensis Latzel, 1917
- Entomobrya assuta Folsom, 1924
- Entomobrya ataquensis Arlé, 1960
- Entomobrya atra (Nicolet, 1847)
- Entomobrya atrocincta Schött, 1896
- Entomobrya atteneri Baquero & Jordana, 2018
- Entomobrya auricorpa Salmon, 1941
- Entomobrya bahiana Bellini & Cipola, 2015
- Entomobrya barogensis Baquero & Jordana, 2015
- Entomobrya bauciana Moniez, 1894
- Entomobrya bicolor Guthrie, 1903
- Entomobrya bidentata Salmon, 1954
- Entomobrya boneti Jordana & Baquero, 2006
- Entomobrya brinevi Jordana, Potapov & Baquero, 2011
- Entomobrya brunneicapilla Maynard, 1951
- Entomobrya caerulea Schött, 1927
- Entomobrya caesarea Latzel, 1917
- Entomobrya carbonaria Bonet, 1934
- Entomobrya cheni Baquero, Arbea & Jordana, 2010
- Entomobrya chomolungmae Yosii, 1971
- Entomobrya chooyuae Yosii, 1971
- Entomobrya choudhurii Baquero & Jordana, 2014
- Entomobrya chungseensis Baquero & Jordana, 2008
- Entomobrya ciliata Börner, 1907
- Entomobrya citrensis Katz & Soto-Adames, 2015
- Entomobrya clitellaria Guthrie, 1903
- Entomobrya coeruleopicta Marlier, 1945
- Entomobrya colettae Cassagnau, 1964
- Entomobrya comparata Folsom, 1919
- Entomobrya confusa Christiansen, 1958
- Entomobrya corticalis (Nicolet, 1842)
- Entomobrya corticola Jacquemart, 2011
- Entomobrya cuniculicola Pritchard, 1932
- Entomobrya darwini Katz, Soto-Adames & Taylor, 2016
- Entomobrya decemfasciata (Packard, 1873)
- Entomobrya decora (Nicolet, 1847)
- Entomobrya depressa Marlier, 1945
- Entomobrya disjuncta (Nicolet, 1842)
- Entomobrya diskitensis Baquero & Jordana, 2014
- Entomobrya divafusca Salmon, 1941
- Entomobrya dorsalis Uzel, 1891
- Entomobrya dorsolineata Jordana, Schulz & Baquero, 2011
- Entomobrya dorsosignata Stach, 1964
- Entomobrya dungeri Jordana, Schulz & Baquero, 2011
- Entomobrya duofascia Salmon, 1941
- Entomobrya egleri Arlé & Guimaraes, 1978
- Entomobrya egmontia Salmon, 1941
- Entomobrya elegans Stach, 1963
- Entomobrya emiliae Furgol, 2017
- Entomobrya ephippiaterga Salmon, 1941
- Entomobrya erratica Brown, 1932
- Entomobrya exfoliata Salmon, 1943
- Entomobrya exoricarva Salmon, 1941
- Entomobrya fainae Baquero & Jordana, 2018
- Entomobrya fasciata (Say, 1821)
- Entomobrya fasciata Denis, 1931
- Entomobrya fimbaensis Baquero & Jordana, 2008
- Entomobrya fjellbergi Baquero & Jordana, 2008
- Entomobrya flavovirens Furgol, 2017
- Entomobrya florulenta Ritter, 1911
- Entomobrya gazmirae Baquero & Jordana, 2018
- Entomobrya germanica Jordana, Schulz & Baquero, 2011
- Entomobrya gisini Christiansen, 1958
- Entomobrya glaciata (Salmon, 1941)
- Entomobrya grassei Delamare Deboutteville, 1952
- Entomobrya grimanesae Baquero & Jordana, 2018
- Entomobrya griseoolivata (Packard, 1873)
- Entomobrya guacimarae Baquero & Jordana, 2018
- Entomobrya guayarminae Baquero & Jordana, 2018
- Entomobrya handschini Stach, 1922
- Entomobrya himalayensis (Baijal, 1955)
- Entomobrya hortensis Stach, 1963
- Entomobrya huangi Chen & Ma, 1998
- Entomobrya hurunuiensis Salmon, 1941
- Entomobrya icoae Baquero & Jordana, 2018
- Entomobrya imitabilis Stach, 1963
- Entomobrya inaequalis Denis, 1924
- Entomobrya indica (Baijal, 1955)
- Entomobrya inermis Stach, 1960
- Entomobrya infuscata Handschin, 1927
- Entomobrya inquilina Delamare Deboutteville, 1947
- Entomobrya intercolorata (Salmon, 1943)
- Entomobrya interfilixa (Salmon, 1941)
- Entomobrya intermedia Brook, 1884
- Entomobrya iraqensis Jordana & Baquero, 2010
- Entomobrya irayae Baquero & Jordana, 2018
- Entomobrya italica Tarsia, 1941
- Entomobrya japonica Uchida, 1954
- Entomobrya jirisana Lee & Park, 1984
- Entomobrya jubata Katz & Soto-Adames, 2015
- Entomobrya kabardinica Jordana, Potapov & Baquero, 2011
- Entomobrya kajjairensis Baquero & Jordana, 2015
- Entomobrya karasukensis Jordana, Potapov & Baquero, 2011
- Entomobrya karlstetterae Baquero & Jordana, 2008
- Entomobrya kasprowiensis Furgol, 2017
- Entomobrya kincaidi Folsom, 1902
- Entomobrya koreana Yosii, 1965
- Entomobrya kultinalensis Baijal, 1958
- Entomobrya kuznetsovae Jordana, Potapov & Baquero, 2011
- Entomobrya ladakhi Baquero & Jordana, 2014
- Entomobrya lamingtonensis Schött, 1917
- Entomobrya lampreyi Salmon, 1957
- Entomobrya lanuginosa (Nicolet, 1842)
- Entomobrya lavata Börner, 1907
- Entomobrya lawrencei Baquero & Jordana, 2008
- Entomobrya leonensis Jordana & Baquero, 2005
- Entomobrya lhotseae Yosii, 1971
- Entomobrya ligata Folsom, 1924
- Entomobrya linda Soto-Adames, 2002
- Entomobrya lindbergi Stach, 1960
- Entomobrya litigiosa Denis, 1931
- Entomobrya livida Salmon, 1941
- Entomobrya longipes Bonet, 1934
- Entomobrya longiseta Soto-Adames, 2002
- Entomobrya longisticta Baijal, 1958
- Entomobrya luqueensis Baquero, Arbea & Jordana, 2010
- Entomobrya luquei Jordana & Baquero, 2006
- Entomobrya maculata Stach, 1960
- Entomobrya manii (Baijal, 1955)
- Entomobrya manuhoko Bernard, Soto-Adames & Wynne, 2015
- Entomobrya margaretae Gruia, 1967
- Entomobrya marginata (Tullberg, 1871)
- Entomobrya maroccana Baquero & Jordana, 2008
- Entomobrya mauretanica Handschin, 1925
- Entomobrya maxima Salmon, 1941
- Entomobrya mehtai Baquero & Jordana, 2014
- Entomobrya mesomelaina Latzel, 1917
- Entomobrya mesopotamica Rusek, 1971
- Entomobrya mieheorum Baquero & Jordana, 2008
- Entomobrya miljevici Palissa, 1968
- Entomobrya minima Brown, 1925
- Entomobrya miniparva (Salmon, 1941)
- Entomobrya minuta Lee & Park, 1992
- Entomobrya monopunctata Lee & Park, 1984
- Entomobrya montana Stebaeva, 1971
- Entomobrya multifasciata (Tullberg, 1871)
- Entomobrya murreensis Yosii & Ashraf, 1965
- Entomobrya muscorum (Nicolet, 1842)
- Entomobrya nairae Baquero & Jordana, 2018
- Entomobrya nana Lee & Park, 1992
- Entomobrya naziridisi Jordana & Baquero, 2008
- Entomobrya neotenica Katz & Soto-Adames, 2015
- Entomobrya nevadensis Steiner, 1959
- Entomobrya nicoleti (Lubbock, 1870)
- Entomobrya nigralata (Salmon, 1941)
- Entomobrya nigranota Salmon, 1941
- Entomobrya nigraoculata Salmon, 1944
- Entomobrya nigriceps Mills, 1932
- Entomobrya nigrina Latzel, 1917
- Entomobrya nigrita Baijal, 1958
- Entomobrya nigritella Yosii & Ashraf, 1965
- Entomobrya nigriventris Stach, 1930
- Entomobrya nigrocincta Denis, 1923
- Entomobrya nivalis (Linnæus, 1758)
- Entomobrya nonfasciata Salmon, 1941
- Entomobrya numidica Baquero, Hamra-Kroua & Jordana, 2009
- Entomobrya nyhusae Christiansen & Bellinger, 1992
- Entomobrya obensis Linnaniemi, 1919
- Entomobrya obscurella Brown, 1926
- Entomobrya obscuroculata Salmon, 1941
- Entomobrya occulis Jacquemart, 1980
- Entomobrya oleniensis (Tshelnokov, 1987)
- Entomobrya olivacea Rapoport, 1962
- Entomobrya opotikiensis Salmon, 1941
- Entomobrya ozeana Yosii, 1954
- Entomobrya palmensis Jordana & Baquero, 2010
- Entomobrya panoanoa Christiansen & Bellinger, 1992
- Entomobrya paroara Arlé & Guimaraes, 1978
- Entomobrya pazaristei Denis, 1933
- Entomobrya pekinensis Stach, 1963
- Entomobrya penicillata Salmon, 1941
- Entomobrya philippinica Gapud, 1971
- Entomobrya pontica Stach, 1963
- Entomobrya powehi Christiansen & Bellinger, 1992
- Entomobrya primorica Jordana, Potapov & Baquero, 2011
- Entomobrya proceraseta (Salmon, 1941)
- Entomobrya processa (Salmon, 1941)
- Entomobrya protrifasciata Denis, 1931
- Entomobrya proxima Folsom, 1924
- Entomobrya pseudocoeruleopicta Denis, 1952
- Entomobrya pseudodecora Rapoport, 1962
- Entomobrya pseudolanuginosa Jordana, Potapov & Baquero, 2011
- Entomobrya pulchella (Ridley, 1881)
- Entomobrya pulcherrima Yosii, 1942
- Entomobrya pulchra Schäffer, 1897
- Entomobrya pusilla Latzel, 1917
- Entomobrya pygmaea Harvey, 1895
- Entomobrya pyrenaica Cassagnau, 1964
- Entomobrya quadrata Lee & Park, 1984
- Entomobrya quadrilineata Büker, 1939
- Entomobrya quinquelineata Börner, 1901
- Entomobrya quinquemucronata Salmon, 1954
- Entomobrya regularis Stach, 1963
- Entomobrya retingensis Baquero & Jordana, 2008
- Entomobrya rohtangensis Baijal, 1958
- Entomobrya rubella Latzel, 1917
- Entomobrya rubra (Salmon, 1937)
- Entomobrya salta Salmon, 1941
- Entomobrya sapporensis (Matsumura & Ishida, 1931)
- Entomobrya saxatila Salmon, 1941
- Entomobrya saxoniensis Jordana, Schulz & Baquero, 2011
- Entomobrya schoetti Stach, 1922
- Entomobrya schulzi Jordana & Baquero, 2011
- Entomobrya secca Christiansen, 1963
- Entomobrya seychellarum Carpenter, 1916
- Entomobrya sibirica Stach, 1963
- Entomobrya siciliana Jordana, Giuga & Baquero, 2011
- Entomobrya simulans Denis, 1931
- Entomobrya sinelloides Christiansen, 1958
- Entomobrya spectabilis Reuter, 1890
- Entomobrya stebaevae Jordana, Potapov & Baquero, 2011
- Entomobrya stenonyx Börner, 1909
- Entomobrya striatella Börner, 1909
- Entomobrya strigata Stach, 1963
- Entomobrya styriaca Latzel, 1917
- Entomobrya subcaucasica Stach, 1963
- Entomobrya superba (Reuter, 1876)
- Entomobrya suzannae Scott, 1937
- Entomobrya taigicola Jordana, Potapov & Baquero, 2011
- Entomobrya tarzigae Baquero & Jordana, 2018
- Entomobrya tasmanica Womersley, 1934
- Entomobrya tenkyniensis Tshelnokov, 1987
- Entomobrya tenuicauda Schött, 1917
- Entomobrya termitophila Schött, 1917
- Entomobrya thalassicola Yosii, 1965
- Entomobrya tokunagai Yosii, 1942
- Entomobrya totapunctata Salmon, 1941
- Entomobrya transversalis Baquero & Jordana, 2010
- Entomobrya triangularis Schött, 1896
- Entomobrya trifasciata Handschin, 1927
- Entomobrya trilineata Stach, 1922
- Entomobrya troglodytes Christiansen, 1958
- Entomobrya troglophila Christiansen & Bellinger, 1998
- Entomobrya tupiana Arlé, 1939
- Entomobrya turcestanica Stach, 1963
- Entomobrya tuvinica Jordana, Potapov & Baquero, 2011
- Entomobrya uambae Arlé, 1960
- Entomobrya unifasciata Katz & Soto-Adames, 2015
- Entomobrya unostrigata Stach, 1930
- Entomobrya vadelli Jordana & Bacquero, 2005
- Entomobrya varia Schött, 1917
- Entomobrya variabila Salmon, 1941
- Entomobrya variocolorata Thibaud & Najt, 1989
- Entomobrya venezolana Díaz & Najt, 1995
- Entomobrya vergarensis Baquero, Arbea & Jordana, 2010
- Entomobrya vigintiseta Lee & Park, 1984
- Entomobrya villosa Börner, 1909
- Entomobrya violacea Handschin, 1920
- Entomobrya violaceolineata Stach, 1963
- Entomobrya virescens Schäffer, 1897
- Entomobrya virgata Schött, 1917
- Entomobrya walkeri Christiansen, 1963
- Entomobrya washingtonia Mills, 1935
- Entomobrya wasmanni Handschin, 1924
- Entomobrya wheeleri Folsom, 1921
- Entomobrya wojtusiaki Stach, 1963
- Entomobrya womersleyi Bagnall, 1939
- Entomobrya xanthoderma Rapoport & Izarra, 1962
- Entomobrya xerothermica Stach, 1963
- Entomobrya zona Christiansen & Bellinger, 1980
- † Entomobrya pilosa (Koch & Berendt, 1854)

## Publication originale
- Rondani, 1861 : Entomobrya pro Degeeria Nic. Dipterologiae Italicae Prodromus. Parmae, Alexandr Stocche, vol. 4, p. 40.